# Морі-хан (Бунґо)

Мон роду Курусіма

Морі-хан (яп. 森藩, もりはん) — хан в Японії, у провінції Бунґо, регіоні Кюсю.

## Короткі відомості
- Адміністративний центр: містечко Морі повіту Кусу[1] (сучасне місто Кусу префектури Ойта).

- Дохід: 12 500 коку.

- Управлявся родом Курусіма, що належав до тодзама і мав статус володаря табору (陣屋). Голови роду мали право бути присутніми у вербовій залі сьоґуна.

- Ліквідований в 1871.

## Правителі
| №  | Ім'я              | Ім'я       | Роки        | Ранг, титул     | Примітки                      |
| -- | ----------------- | ---------- | ----------- | --------------- | ----------------------------- |
| 1  | Курусіма Наґатіка | 久留島長親 | 1601 — 1612 | 従五位下        | Старший син Курусіми Мітіфуси |
| 2  | Курусіма Мітіхару | 久留島通春 | 1612 — 1655 | 従五位下 丹波守 | Син Курусіми Наґатіки         |
| 3  | Курусіма Мітікійо | 久留島通清 | 1656 — 1700 | 従五位下 信濃守 | Син Курусіми Мітіхару         |
| 4  | Курусіма Мітімаса | 久留島通政 | 1700 — 1719 | 従五位下 伊予守 | Старший син Курусіми Мітікійо |
| 5  | Курусіма Теруміті | 久留島光通 | 1719 — 1764 | 従五位下 信濃守 | Третій син Курусіми Мітісада  |
| 6  | Курусіма Мітісуке | 久留島通祐 | 1764 — 1791 | 従五位下 信濃守 | Сьомий син Курусіми Теруміті  |
| 7  | Курусіма Мітітомо | 久留島通同 | 1791 — 1798 | 従五位下 出雲守 | Син Курусіми Теруміті         |
| 8  | Курусіма Мітіхіро | 久留島通嘉 | 1798 — 1846 | 従五位下 伊予守 | Другий син Курусіми Мітітомо  |
| 9  | Курусіма Мітіката | 久留島通容 | 1846 — 1850 | 従五位下 安房守 | Третій син Курусіми Мітіхіро  |
| 10 | Курусіма Мітіакі  | 久留島通明 | 1850 — 1852 | 従五位下 出雲守 | Син Курусіми Мітіхіро         |
| 11 | Курусіма Мітітане | 久留島通胤 | 1852 — 1859 | 従五位下 信濃守 | Син Курусіми Мітіхіро         |
| 12 | Курусіма Мітіясу  | 久留島通靖 | 1859 — 1871 | 従五位下 伊予守 | Син Курусіми Мітітане         |